# Omorgus carinatus
Omorgus carinatus är en skalbaggsart som beskrevs av Loomis 1922. Omorgus carinatus ingår i släktet Omorgus och familjen knotbaggar. Inga underarter finns listade i Catalogue of Life.

## Bildgalleri

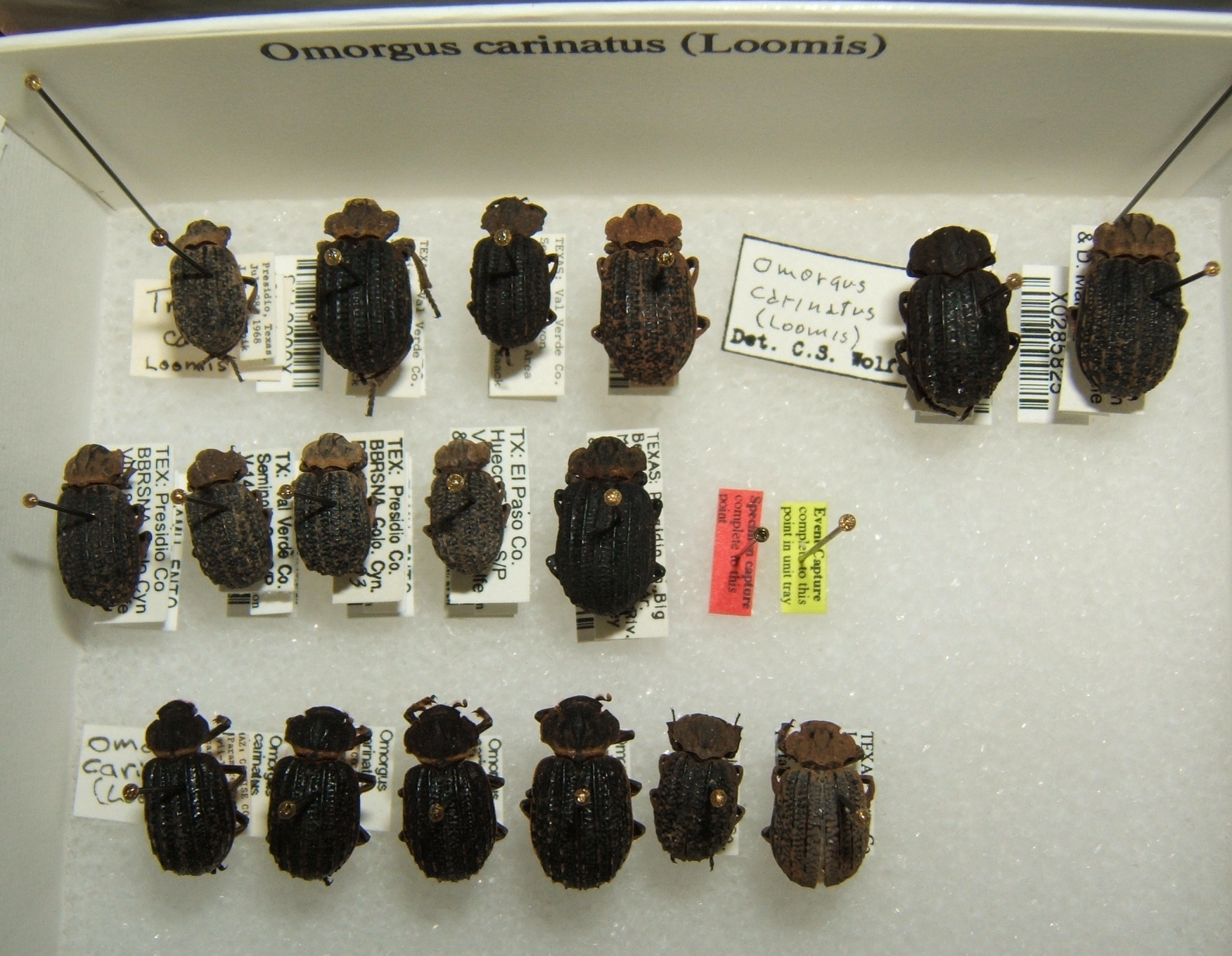